# Центральний (бахш, шагрестан Коміджан)
Центральний (перс. مركزئ) — бахш в Ірані, в шагрестані Коміджан остану Марказі. За даними перепису 2006 року, його населення становило 26749 осіб, які проживали у складі 6973 сімей.

## Дегестани
До складу бахша входять такі дегестани:
- Есфандан
- Хенеджін